# Bataille de Khoucham
- Territoire contrôlé par le gouvernement syrien et ses alliés
- Territoire contrôlé par les Forces démocratiques syriennes

Guerre civile syrienne
Batailles
La bataille de Khoucham a lieu les 7 et 8 février 2018 lors de la guerre civile syrienne. Une offensive est lancée par des troupes pro-gouvernementales syriennes contre des positions des Forces démocratiques syriennes à l'est de Deir ez-Zor. L'attaque provoque une riposte des forces aériennes de la coalition internationale menée par les États-Unis qui repousse les assaillants.

## Prélude
Au cours de l'année 2017, le gouvernorat de Deir ez-Zor a été conquis à l'État islamique par les troupes du régime syrien et les Forces démocratiques syriennes. Les premiers tiennent alors essentiellement la rive ouest de l'Euphrate et les seconds la rive est. Toutefois, aux abords de Deir ez-Zor, quelques localités de la rive est sont aux mains des loyalistes, comme celles de Khoucham ou d'al-Tabiyah. Elles avaient été conquises sur l'État islamique en 2017, mais selon un accord russo-américain les forces loyalistes déployées dans cette zone ne devaient pas excéder 400 hommes.

## Forces en présence
Du côté des forces pro-Assad, les troupes impliquées sont des milices tribales arabes sunnites des Forces de défense nationale, des miliciens chiites afghans de la Division des Fatimides,, des soldats syriens des ISIS Hunters et des mercenaires russes du Groupe Wagner, une société militaire privée placée sous le contrôle du ministère russe de la Défense.
Le nombre de leurs combattants est estimé de 300 à 500 selon l'United States Central Command (CENTCOM). Un responsable du CENTCOM affirme que l'attaque, de « grande envergure », est lancée par 500 combattants loyalistes soutenus par de l'artillerie de calibre 122 mm, des blindés T-55 et T-72, des lance-roquettes multiples et des mortiers,. Selon le général Jeffrey Harrigian, commandant des forces aériennes américaines : « Ce que nous avons vu venir, c’était une unité de la taille d’un bataillon ». L'agence Reuters indique que selon Ievgueni Chabaïev, le chef d'une unité paramilitaire cosaque, 550 mercenaires russes ont été engagés dans les combats,. Un commandant russe nommé Mikhaïl Polinkov, proche d'Igor Strelkov, publie pour sa part un document audio dans lequel un homme se présente comme l'un des mercenaires qui a pris part à l'offensive : il évoque l'implication de 700 hommes et du bataillon Carpates.
Le journal allemand Der Spiegel publie également une enquête le 2 mars 2018, réalisée à partir de témoignages recueillis sur place. Selon ces derniers, une force de 250 combattants loyalistes franchit l'Euphrate sur un ponton militaire le 7 février, à cinq heures du matin. Cette troupe est constituée de miliciens de la tribu des Bekara et de la tribu des Albo Hamad, de soldats de la 4e division, de miliciens afghans de la Division des Fatimides, de miliciens irakiens et de miliciens pakistanais du Liwa Zainebiyoun. Rapidement repérés par les Américains et ciblés par des tirs de semonce, les loyalistes font demi-tour sans subir de pertes, mais dans la soirée ils refranchissent le fleuve par un autre ponton, avec cette fois 500 hommes issus des mêmes groupes. Ils progressent alors discrètement, feux éteints, passent par le village de Marrat et se portent en direction du village de Khoucham, près des lignes tenues par les Forces démocratiques syriennes. Au sud de Khoucham, le village d'al-Tabiyah est également tenu par des miliciens tribaux chiites du Liwa al-Baqir et par des mercenaires russes du groupe Wagner. 
En revanche, selon une source syrienne de Libération, 400 hommes prennent part à l'incursion, dont une centaine de Russes en première ligne. Selon des documents du Pentagone repris par le New York Times en mai 2018, 500 combattants pro-régime, une majorité de mercenaires russes, ont pris part à l'attaque avec 27 véhicules, dont au moins trois chars T-72.
Lorsque l'attaque débute, une trentaine de militaires américains sont également sur place aux côtés des Forces démocratiques syriennes. Basés dans un petit avant-poste, près de l'usine de gaz de Conoco, ils appartiennent à la Delta Force et aux Rangers. Dans une autre base, située à une trentaine de kilomètres, des bérets verts et des Marines surveillent les mouvements de troupes à l'aide de drones. Après le début des combats, ils enverront à Conoco une petite force de réaction constituée d'environ 16 soldats et quatre véhicules.

## Déroulement
Les combats éclatent dans la nuit du 7 au 8 février 2018, entre les Forces démocratiques syriennes (FDS) et les troupes du régime syrien dans les environs du village de Khoucham (en), près de Deir ez-Zor. Les loyalistes passent à l'attaque vers 22h30 ou 23h00,. Leur objectif est de reprendre le contrôle du grand champ de gaz de Tabiyah, dit Conoco, et des gisements de pétrole présents dans la région,,,. Les FDS sont attaquées sur une position à huit kilomètres à l'est de l'Euphrate. Environ 20 à 30 obus de chars et d'artillerie s'abattent à 500 mètres de leur quartier-général à Khoucham,. Leurs positions dans les villages de Jdid Ekydat, Jdid Bakara et dans le champ de gaz de Conoco sont également ciblées, les FDS répliquent alors avec leur propre artillerie,. Cependant, les tirs loyalistes sont menés alors que des soldats de la coalition sont déployés sur le site, dans une mission « consultative et de soutien » aux forces kurdes et arabes alliées. Les soldats américains présents à Conoco se retrouvent sous les tirs et répliquent avec des mitrailleuses et des missiles antichars. L'artillerie américaine effectue de tirs de sommation avec les canons M777 howitzer, mais sans parvenir à faire reculer les assaillants. Les forces aériennes et l'artillerie américaines interviennent alors en force : un bombardier B-52, des chasseurs-bombardiers F-15E, des chasseurs F-22, des gunship AC-130, des drones MQ-9 Reaper, des hélicoptères AH-64 Apache et le bataillon d'artillerie de l’USMC équipé de M777 howitzer et de M142 HIMARS, bombardent pendant trois heures les troupes du régime syrien dans la zone de Khoucham, al-Tabiyah et Marrat et al-Salihiyah,,. Des dizaines de frappes sont effectuées en plusieurs vagues pendant trois heures. À une heure du matin, la petite force de réaction des bérets verts et des Marines arrive à Conoco. Les soldats américains, alors au nombre d'une quarantaine, échangent des tirs avec les mercenaires russes et les combattants pro-Assad pendant environ une heure. Vers 2 heures du matin, les assaillants commencent à battre en retraite. L'offensive loyaliste est repoussée,.
Des escarmouches éclatent encore ponctuellement les jours suivants. Ainsi le 10 février, un char T-72 syrien est détruit par un drone MQ-9 après s'être approché en tirant sur la base des FDS,.

## Pertes
Sana, l'agence de presse officielle du régime syrien, reconnaît plusieurs « martyrs » dans les frappes de la coalition, mais ne donne pas plus de précision. La télévision publique syrienne reconnaît « des dizaines de morts et de blessés » dans les rangs des forces pro-gouvernementales. Les ISIS Hunters publient également un communiqué dans lequel ils affirment avoir perdu vingt hommes lors des combats, mais indiquent que l'armée syrienne en a perdu encore davantage. Le New York Times indique que 100 soldats syriens sont morts au cours de la nuit du 7 au 8 février selon un officier de l'armée syrienne. Les documents du Pentagone repris par le New York Times estiment quant à eux les pertes des pro-régime entre 200  et   300 tués.
Un responsable du commandement militaire américain pour le Moyen-Orient affirme pour sa part que le bilan des pertes pro-régime est estimé à plus de 100 morts, tandis qu'aucun militaire américain n'a été tué ou blessé,. Le Pentagone confirme que les frappes ont fait une centaine de victimes et fait aussi état de 300 à 400 blessés. Le 12 avril, Mike Pompeo, le directeur de la CIA, affirme que 200 mercenaires russes ont trouvé la mort dans les frappes américaines. Les Forces démocratiques syriennes ne déplorent quant à elles qu'un blessé,.
L'Observatoire syrien des droits de l'homme donne initialement un bilan de plus de 20 morts pour les loyalistes,. Son bilan est cependant par la suite revu à la hausse, à au moins 45 tués,. L'OSDH fait également état de la mort d'au moins 23 combattants pro-régime — dont quinze mercenaires russes et sept miliciens syrien du Liwa al-Baqir — par l'explosion inexpliquée d'un dépôt d'armes à al-Tabiyah, le 10 février,,. L'OSDH fait également état d'au moins 150 blessés du 7 au 10 février. Mais en avril, l'OSDH revoit de nouveau son bilan à la hausse et affirme désormais qu'au moins 230 combattants ont été tués par les frappes aériennes de la coalition, dont 80 mercenaires russes. En 2019, l'OSDH affirme avoir reçu des informations faisant état de la mort de 215 mercenaires russes en février 2018, sans être toutefois en mesure de les confirmer.
Une enquête réalisée pour Bellingcat par Gregory Waters fait pour sa part état d'au moins 43 tués, dont 13 Russes.
Plusieurs mercenaires russes du Groupe Wagner figurent également parmi les morts,,. L'agence Bloomberg News affirme que plus de 200 combattants ont été tués selon deux sources russes, en majorité des mercenaires russes et ukrainiens vétérans de la guerre du Donbass,,. Les blessés sont soignés aux Troisième hôpital militaire Vichnevski à Krasnogorsk, à l'hôpital Bourdenko, à Moscou, et à l'Académie médicale militaire de Saint-Pétersbourg ; plusieurs d'entre eux succombent dans les jours qui suivent,. L'agence Reuters affirme également qu'environ 100 mercenaires russes ont été tués et 200 autres blessés, sur 550 combattants engagés, selon des sources médicales militaires russes,. Le colonel Igor Strelkov, ancien ministre de la Défense de la république populaire de Donetsk, déclare que sur les deux divisions tactiques de Wagner engagées, l'une a été presque totalement détruite et l'autre « réduite en miettes » ; il porte également les pertes russes à plus de 100 morts. Aleksandr Ionov, homme d'affaires russe travaillant dans le domaine sécuritaire en Syrie, fait également état de plus de 200 morts, en majorité russes. Plusieurs médias russes donnent des bilans semblables. Ruslan Leviev, fondateur du Conflict Intelligence Team (CIT), un collectif recensant les pertes militaires russes en Ukraine et en Syrie, affirme aussi que les mercenaires russes « ont subi de très lourdes pertes : nous n’avons pu confirmer que dix décès avec une certitude absolue, mais nous pensons qu’en tout ce sont au moins 80 mercenaires qui ont été tués. [...] L'objectif de la Russie est de minimiser les pertes subies dans le conflit syrien. C’est pour cela qu’elle utilise des mercenaires, et qu’elle passe par le groupe Wagner. [...] La Russie utilise des mercenaires, mais elle ne le reconnaîtra jamais officiellement ».
Deux semaines après la bataille de Khoucham, un chef paramilitaire russe chargé de recruter des mercenaires pour le Donbass et la Syrie affirme à France 24 qu'au moins 218 combattants russes ont été tués le 7 février et que 150 corps ont été rapatriés en Russie dans une morgue sur la base du groupe Wagner ; « Cent-cinquante personnes se trouvent dans des frigos, sur le territoire de la base de Wagner. Leur état ? De la viande hachée. C'est comme ça qu'on me les a décrits ».
Moscou déclare qu'aucun soldat des Forces armées de la fédération de Russie n'a été tué lors des combats ; le 15 février il reconnaît la mort de cinq citoyens russes, mais dément que plusieurs dizaines ou plusieurs centaines aient pu être tués lors des affrontements, en qualifiant ces annonces de « désinformation »,. Cependant le 20 février, le ministère russe des Affaires étrangères revoit son bilan à la hausse et reconnaît alors que des dizaines de ressortissants russes ont été tués ou blessés.
Les sources de Der Spiegel donnent un bilan différent : elles font état de plus de 200 morts, dont 80 soldats syriens de la 4e division, une centaine de miliciens afghans et irakiens, 70 combattants tribaux issus principalement du Liwa al-Baqir et seulement 10 à 20 mercenaires russes. Elles indiquent que les mercenaires russes n'auraient pas participé à l'attaque et seraient restés en arrière, à la base d'al-Tabiyah, où ils auraient malgré tout été bombardés. Der Spiegel met en doute les témoignages des chefs de milices et de sociétés militaires privées pro-russes qui pourraient avoir cherché à exagérer leurs pertes pour faire pression sur Moscou. Les relations sont alors tendues entre les mercenaires et le gouvernement russe ; les premiers dénoncent alors le fait d'être utilisés comme chairs à canon, d'être mal payés et de devoir toujours rester dans l'ombre. 
Libération évoque pour sa part une centaine de morts d'après des sources locales, dont 35 Syriens du Liwa al-Baqir et 70 mercenaires russes.

## Réactions
Dana White, la porte-parole du Pentagone déclare que les troupes américaines ont réagi en état de « légitime défense » et que Washington « ne cherche pas un conflit avec le régime ». Le régime syrien réagit en qualifiant les frappes de la coalition d'« agression », de « massacre » et même de « crime de guerre » et de « crime contre l'humanité »,.
Selon un responsable du commandement militaire américain pour le Moyen-Orient, la Russie avait été informée par l'état-major de la coalition de la présence des FDS dans le secteur de Khoucham ; il affirme que « les responsables de la coalition ont eu des contacts réguliers avec leurs homologues russes avant, pendant et après l'attaque ». Le ministère russe de la Défense affirme pour sa part ne pas avoir été informé par l'armée syrienne des « opérations de reconnaissance » menées par les loyalistes à Khoucham.
Selon Le Monde : « L’incursion des loyalistes à l’est de la ligne de déconfliction n’avait rien d’une opération de dernière minute. Des partisans du régime avaient annoncé son lancement la veille sur les réseaux sociaux, signe d’une préparation en amont. Selon le journaliste syrien Hassan Hassan, les combats avaient été précédés par des rumeurs insinuant qu’un accord secret avait été passé entre les Kurdes et le régime pour restituer l’est de l’Euphrate à ce dernier. Objectif de cette campagne d’intoxication : semer le doute parmi les membres des FDS, au moment même où Damas mobilisait ses relais au sein des tribus arabes, très puissantes dans l’Est syrien. Mais la manœuvre a fait long feu ».
Pour Ruslan Leviev : « Il est possible que l’armée russe ne fût pas informée, car les relations entre le groupe Wagner et le ministère russe de la Défense se sont dégradées depuis 2017. Il y a de plus en plus d’informations qui circulent sur ces compagnies paramilitaires russes, et leur présence en Syrie devient donc de plus en plus embarrassante pour les autorités. Celles-ci ont donc tendance à prendre leurs distances avec elles. D’où un manque de coordination qui pourrait être à l’origine de ce fiasco ».
En Russie, la déroute du groupe Wagner provoque une polémique : plusieurs responsables politiques et membres des familles des victimes du combat demandent que Moscou reconnaisse officiellement la présence des mercenaires russes en Syrie.

## Suites
Le 15 avril 2018, Maxime Borodine, un journaliste d'investigation russe travaillant pour le Novyi Dien, meurt à Iekaterinbourg après une chute depuis le balcon de son appartement. Maxime Borodine avait notamment travaillé sur les mercenaires russes tués en Syrie et sa mort apparaît rapidement comme suspecte ; un de ses amis, le défenseur des droits de l'Homme Viatcheslav Bachkov déclare : « Quelques jours avant sa mort, Maxime Borodine avait appelé un ami à 5 h du matin, paniqué, rapportant qu'il y a quelqu'un avec une arme sur son balcon et des gens en tenue de camouflage dans sa cage d'escalier. Ce soir-là, il ne lui était rien arrivé, Borodine lui-même avait parlé de fausse alerte. Mais peut-on vraiment parler de coïncidence ? »,,.